# Закс (патера)
Закс (патера) — кратер неправильної форми на Венері, визначений як прогин кальдери, з координатами 49,1° пн. ш., 334.2° сх. д. 

## Назва
Назва в честь німецької поетеси Неллі Закс.

## Будова
Це еліптична западина 130 метрів глибини, що охоплює 40 км в ширину вздовж своєї найдовшої осі. Ймовірно камера розплавленої матерії зменшилася і обвалилася, утворила западину, оточену концентричними смужками на відстані від 2-5 км. Дугоподібний набір ескарпів, що простягається на північ від еліпса та невелика частина у формі мочки вуха на південному заході могли утворитися через інші події. Застигла лава тече від10-25 км, що надають кальдері квіткоподібний вигляд. Потоки мають більш світлий тон сірого на радіолокаційних даних, оскільки лава повертає більше радіолокаційних хвиль. Значна частина лави, яка вилилася з камери, ймовірно, вирушала в інші місця під землею, тоді як частина її, можливо, вийшла на поверхню на південь. Це не схоже на кальдери на Землі, де лава накопичується в безпосередній близькості від кальдери.